# فيليب ليندسي
فيليب ليندسي (بالإنجليزية: Philip Lindsay)‏ هو مؤلف أسترالي، ولد في 1906 في سيدني في أستراليا، وتوفي في 1958.

## وصلات خارجية
- فيليب ليندسي على موقع IMDb (الإنجليزية)
- فيليب ليندسي على موقع قاعدة بيانات الفيلم (الإنجليزية)